# 1791 في المملكة المتحدة
فيما يلي قوائم الأحداث التي وقعت خلال عام 1791 في المملكة المتحدة.

## سياسة

### تعيين في المنصب
- 8 يونيو – ويليام غرنفيل وزير الدولة للشؤون الخارجية وشؤون الكومنولث [الإنجليزية]‏.

### انتهاء فترة المنصب
- 8 يونيو – ويليام غرنفيل وزير الدولة للشؤون الداخلية [الإنجليزية]‏.

## ظهور
- 1 يناير – ذا أوبزرفر

## مواليد

### مارس
- 14 مارس – هاري جونز لاعب كركيت من المملكة المتحدة.

### يوليو
- 13 يوليو – ألان كننغهام عالم نبات بريطاني.

### سبتمبر
- 4 سبتمبر – روبرت نوكس
- 11 سبتمبر – جون إدوارد تايلر محرر وناشر بريطاني، مؤسس جريدة الغارديان.
- 22 سبتمبر – مايكل فاراداي

### ديسمبر
- 26 ديسمبر – تشارلز بابيج

## وفيات

### مارس
- 2 مارس – جون ويزلي (مواليد 1703)

### أبريل
- 15 أبريل – ألكسندر غاردن (مواليد 1730)
- 19 أبريل – ريتشارد برايس (مواليد 1723)